# Cichogrąd
Cichogrąd (niem. Mortzfeld) – osada leśna w Polsce położona w województwie warmińsko-mazurskim, w powiecie olsztyńskim, w gminie Olsztynek. Miejscowość wchodzi w skład sołectwa Zezuty. W latach 1975–1998 miejscowość należała administracyjnie do województwa olsztyńskiego.
Leśniczówka i osada leśna położona w pobliżu jeziora Wymój. W 2005 r. w miejscowości mieszkało 26 osób.